# Maison de Montfort-Laval
Pour un article plus général, voir Maison de Laval.
 (mai 2017).
Si vous disposez d'ouvrages ou d'articles de référence ou si vous connaissez des sites web de qualité traitant du thème abordé ici, merci de compléter l'article en donnant les références utiles à sa vérifiabilité et en les liant à la section « Notes et références ».
La troisième branche de la maison de Laval commence à Jean de Montfort, dit Guy XIII de Laval, qui mourut en 1415, et finit par Guy XVII de Laval, qui mourut en 1547, âgé de vingt-cinq ans et trois mois, sans laisser d’enfants de Claude de Foix, son épouse.
La quatrième branche commence par Louis de Sainte-Maure, dit Guy XVIII de Laval, qui avait épousé Renée de Rieux, petite-fille de Guy XVI de Laval. Louis de Sainte-Maure et Renée de Rieux avaient une sœur nommée Claudine qui épousa en 1547 François de Coligny, seigneur de D’Andelot. Cette branche finit par Guy XX de Laval, tué en Hongrie en 1605, sans alliance.

## Généalogie
```
 
Anne de Laval
 (
1385
-
1466
)
 X Jean de Montfort (
1385
-
1414
), devient 
Guy XIII de Laval
 après son mariage 
 │ 
 ├─>
Jeanne de Laval
 
 │  X  
Louis 
I
er
 de Bourbon-Vendôme

 │
 ├─>
André de Lohéac
 
 │  X  Marie de Rais
 │
 ├─>
Guy XIV de Laval
 (
1406
-
1486
)
 │  X  Isabelle de Bretagne
 │  │
 │  ├─> 
Yolande de Laval
  (
1431
-
1487
)
 │  │  X Alain de Rohan
 │  │
 │  ├─> 
Jeanne de Laval
  (
1433
-
1498
)
 │  │  X 
René 
I
er
 d'Anjou

 │  │  
 │  ├─> 
Guy XV de Laval
, François de Laval (
1435
-
1500
)
 │  │  
 │  │  
 │  ├─> 
Jean de Laval
 (
1437
-
1476
)
 │  │  X Jeanne du Perrier
 │  │  │
 │  │  ├─> 
Guy XVI de Laval
 (
1476
-
1531
)
 │  │  │   X Charlotte d'Aragon
 │  │  │   │ 
 │  │  │   ├─> 
Catherine de Laval (1504-1526)

 │  │  │   │   X Claude 
I
er
 de Rieux
 │  │  │   │   │ 
 │  │  │   │   ├─> 
Guyonne de Laval
, 
Renée de Rieux

 │  │  │   │   │   X 
Louis de Sainte-Maur

 │  │  │   │   │   devient 
Guy XVIII de Laval
 après son mariage 
 │  │  │   │   │ 
 │  │  │   │   ├─> 
Claudine de Rieux

 │  │  │   │   │   X 
François de Coligny

 │  │  │   │   │   │ 
 │  │  │   │   │   ├─> 
Guy XIX de Laval
 (
1555
-
1586
)
 │  │  │   │   │   │   X 
Anne d'Alègre

 │  │  │   │   │   │   │
 │  │  │   │   │   │   ├─> 
Guy XX de Laval
 (-
1605
)
 │  │  │   │   │   │      
 │  │  │   │ 
 │  │  │   ├─> 
Anne de Laval
 (
1505
-
1554
)
 │  │  │   │   X François de la Trémoïlle
 │  │  │   │   │   │ 
 │  │  │   │   │   ├─> 
Louis III de la Trémoille
 (
1521
-
1577
) 
 │  │  │   │   │   │   X 
Jeanne de Montmorency

 │  │  │   │   │   │   │
 │  │  │   │   │   │   ├─> 
Claude de la Trémoïlle
 (
1566
-
1604
)
 │  │  │   │   │   │   │   X 
Charlotte-Brabantine d'Orange-Nassau

 │  │  │   │   │   │   │   │
 │  │  │   │   │   │   │   ├─> 
Henri de la Trémoïlle
 (
1598
-
1674
)   
 │  │  │   │   │   │   │   │   X Marie de la Tour d'Auvergne      
 │  │  │   │   │   │   │   │   ...Branche de la Trémoille...
 │  │  │   │ 
 │  │  │   X Anne de Montmorency
 │  │  │   │ 
 │  │  │   ├─> 
Guy XVII de Laval
 (
1522
-
1547
)
 │  │  │   │ 
 │  │  │   ├─> 
Marguerite de Laval
 
 │  │  │   │   X Louis V de Rohan
 │  │  │   │ 
 │  │  │   ├─> 
Anne de Laval
 
 │  │  │   │   X Louis de Silly
 │  │  │   │ 
 │  │  │   X Antoinette de Daillon
 │  │  │   │ 
 │  │  │   ├─> 
Charlotte de Laval
 
 │  │  │   │   X 
Gaspard II de Coligny

 │  │  │   │
 │  │  │   X Anne de l’Espinay
 │  │  │   │ 
 │  │  │   ├─> 
François de Laval
 
 │  │  
 │  ├─> 
Louise de Laval
 (
1441
-
1480
)
 │  │  X Jean de Brosse-Penthièvre
 │  │
 │  X  
Françoise de Dinan

 │  │  
 │  ├─> Pierre de Laval
 │  │  
 │  ├─> François de Laval (
1464
-
1503
)
 │  │  X Françoise de Rieux
 │  │  │  
 │  │  ├─> 
Jean de Laval-Châteaubriant

 │  │  │   X 
Françoise de Foix

 │  │  │  
 │  │  ├─> Pierre de Laval
 │  │  │   X Françoise de Tournemine
 │  │  
 │  ├─> Jacques de Laval
```